# Menhir von Barrocal

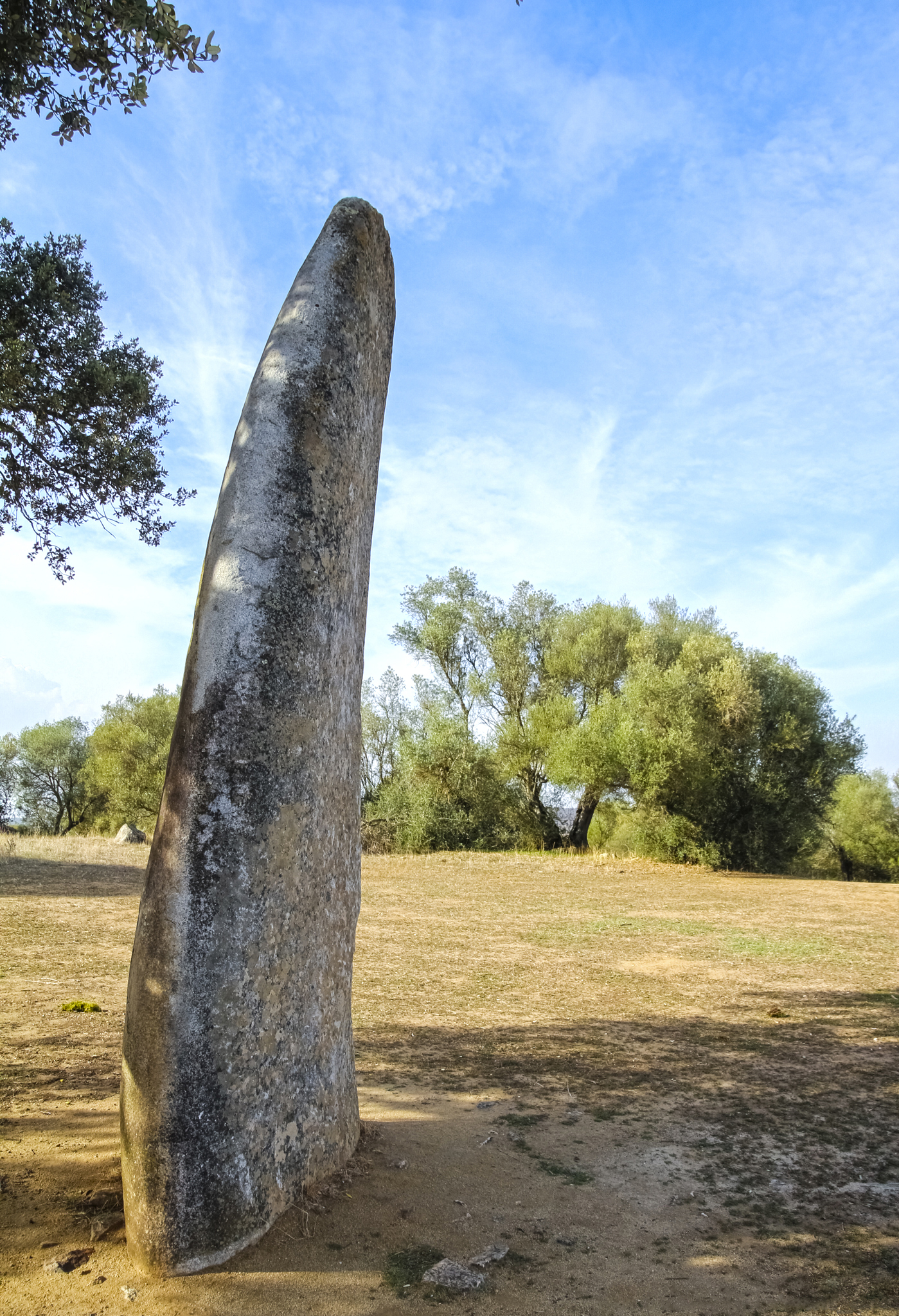
Menhir von Barrocal

Der Menhir von Barrocal (portugiesisch Menir do Barrocal, auch Menir da Herdade de São Lourenço do Barrocal oder Estela-Menir do Barrocal genannt) ist ein Menhir im Distrikt Évora im Alentejo in Portugal.
Der Stein wurde im frühen Neolithikum (5. Jahrtausend v. Chr.) aufgerichtet und 1993 in Herdade de São Lourenço do Barrocal, bei Monsaraz einem Stadtteil von Évora wiederentdeckt. Das Monument ist seit 2006 als Teil des „Monte do Barrocal“ als geschütztes Denkmal klassifiziert.
Der etwa 3 m hohe Menhir ist einer der höchsten im Westen der Iberischen Halbinsel. Er befindet sich im Zentrum einer künstlich abgeflachten Plattform, die von Resten einer ovalen Einfriedung begrenzt wird, die eine Nordwest-Südost-Ausrichtung aufweist. Archäologische Grabungen in der Nähe der Basis führten zur Entdeckung der stützenden Struktur.

## Gravuren
In der Schaufläche wurden 78 gravierte Figuren identifiziert. Die stratigraphischen Analysen, die angewendeten Gravurtechniken, die beobachteten Erosionsgrade und einige Parallelen erlaubten es, die Bilder fünf Hauptperioden zuzuordnen. Die Oberfläche bildet ein Palimpsest, in dem ikonographische Garnituren vom 5. Jahrtausend v. Chr., als der Monolith aufgestellt wurde, bis zum 2. Jahrtausend v. Chr. (Bronzezeit) als er bereits auf dem Boden lag, eingeritzt wurden. Das Vorhandensein von Wellenlinien, der frühesten Dekoration, die mittelneolithische Darstellung eines Báculo und zweier idolförmiger Figuren, die spätneolithischen oder chalkolithischen Zickzack-Muster und die einfachen konzentrischen Kreise und die Cup-and-Ring-Markierungen der Bronzezeit sind vertreten.
In der Nähe liegen die Antas do Barrocal.